# EōN
EōN es una aplicación móvil de reproducción de música basada en la composición algorítmica y evolutiva, creada por el compositor y productor musical francés Jean-Michel Jarre, y desarrollada conjuntamente con la compañía francesa de tecnología musical BLEASS. La app fue publicada inicialmente el 7 de noviembre de 2019 para el sistema operativo iOS de Apple.

## Propósito y Antecedentes
EōN es una aplicación móvil cuyo propósito es la generación continua y automática de música infinita, empleando la composición algorítmica y un desarrollo evolutivo basándose en creaciones musicales únicas de Jarre, diseñadas especialmente para este proyecto. Todo este funcionamiento tiene como finalidad crear una experiencia audiovisual única para cada persona, algo que siempre quiso hacer.
La primera información relacionada con EōN se dio el 1 de noviembre de 2019, cuando se publicó el registro de cuatro nuevas obras en el repertorio de Jarre en la SACEM, organismo encargado de la gestión de derechos autorales y regalías. Las obras se titulan «EōN Snapshot» 1, 2, 3 y 4.
El 7 de noviembre siguiente se dio la publicación inmediata de la nueva app, sin un anuncio previo, día en que Jarre presentó este proyecto en la versión 2019 del ciclo de conferencias sobre tecnología Web Summit, celebrada en Lisboa, Portugal.

## Concepto
EōN, la aplicación, debe su nombre al antiguo dios griego Eón, dios del tiempo eterno y la prosperidad. Este término, para el propio Jarre, define exactamente lo que es este proyecto: una creación musical y visual infinita. Este trabajo es considerado por Jean-Michel como uno de los más emocionantes desde su álbum Oxygene (1976).

“«EON» es un antiguo dios griego asociado con el Tiempo y la Eternidad.

El «tiempo» representado por EON es infinito e ilimitado en el sentido de «edades» y «eternidad».
En cosmología, geología o astronomía, EON se usa a menudo en referencia a un período de mil millones de años...
Llamé a este proyecto EŌN, ya que define mejor exactamente lo que es: una creación musical y visual infinita, que ofrece a cada individuo una experiencia única en su soporte principal como aplicación: en cada dispositivo y en cada lanzamiento de la aplicación EŌN escucharán y verán una orquestación única en constante evolución de la música y las imágenes. EŌN es una obra de arte orgánica interminable, nunca repetitiva que vivirá y crecerá para siempre en el continuo espacio-tiempo singular de todos, en la punta de sus dedos.

Personalmente, realmente siento que EŌN es probablemente uno de mis proyectos creativos más emocionantes desde Oxygene. Siempre quise crear una música específica para cada oyente y que pudiera evolucionar constantemente. Aquí lo tienes. ¡EŌN está concebido y compuesto para tu propia eternidad!”
— Jean-Michel Jarre (Noviembre, 2019) 

## Funcionamiento
Al acceder a la app ésta reorganiza los acordes, ritmos y melodías provistos por Jarre utilizando un algoritmo que estructura todo esto de forma diferente cada vez, de modo que nunca pueda repetirse el mismo patrón de beats, secuencias y/o melodías, convirtiendo cada reproducción en una ejecución única en la vida.
La reproducción de esta música continua, evolutiva e infinita es acompañada por gráficas en movimiento desarrolladas de la misma forma por el investigador Alexis André, de Sony Computer Science Laboratories (Sony CSL), a quien Jarre conoció en su paso por Tokio, Japón. Jean-Michel tuvo claro el concepto visual que quería utilizar para las gráficas de EōN y con la ayuda de Alexis consiguió plasmar su concepto acorde con la música: un desarrollo único, constante y sin fin.

## Snapshots from EōN
Una semana después de la publicación de la app se anunció la comercialización de un box set con material exclusivo de EōN, siendo éste las primeras grabaciones de las «improvisaciones» de la app, en su fase de pruebas. El compilado llamado Snapshots from EōN fue publicado el 13 de diciembre de 2019, en una edición limitada a 2000 ejemplares certificados y firmados por Jarre a un precio de €300.

## Comercialización y Distribución
La app se publicó originalmente para dispositivos Apple con el sistema operativo iOS 11 o superior, compatible con iPhone, iPad y iPod a un precio de USD $8,99. La versión compatible con Android se publicará a mediados de 2020.

## Créditos
- Concebido y compuesto por Jean-Michel Jarre
- Gráficas digitales por Alexis André de Sony Computer Science Laboratories, Inc. (Sony CSL)
- Algoritmos musicales y motor de audio con tecnología de BLEASS
- Producido por Aero Productions